# ALFEE GET REQUESTS
『ALFEE GET REQUESTS』（アルフィー・ゲット・リクエスツ）は、2012年7月25日に発売された、THE ALFEE初のセルフカバー・アルバム（25枚目のベスト・アルバム）。
アルバム・ジャケット・タイトル表記は「Alfee Get Requests!」だが、公式ホームページでは「ALFEE GET REQUESTS」と表記されている。

## 概要
THE ALFEE初の全曲再録アルバム。ライヴ・アレンジを主体としている。メンバー自身が好きなライヴ・アレンジ、また挑戦したいライヴアレンジ、という彼等のセルフ・リクエストを基に再録された。
2012年1月で営業終了した一口坂スタジオでの最後の作品（予約受注分は3月まで営業）。
THE ALFEEが「ラブレター」から数々のシングル・アルバムをレコーディングしてきた当スタジオを、公式ホームページでは「The Beatlesにとってのアビーロード・スタジオと同等価値があると言っても過言ではない」、「THE ALFEEにとってのアビーロード・スタジオ」と表現している。
3形態の発売で、ジャケットと収録曲順が異なる。
初回盤Aは一口坂スタジオでの最後のレコーディング風景を撮影したDVDと厳選された生写真付。
初回盤Bはメンバーによって全曲解説がされたセルフライナーノーツ付。
3形態とも5桁の番号が記載された「ドリーム・サマージャンボ“We Get a Treasure!”宝くじ券」が封入、総計3000名以上に景品がプレゼントされる（商品詳細は後述）。
また券の裏面は、「Alfee Get Requests! 2」へのリクエスト権となっており、リクエストすると名前がクレジットされた“スペシャル・パッケージ盤”が発売される初の企画が予定されている。当選した場合、プレゼント交換とリクエスト権のどちらか1つのみ有効。
2009年に休止宣言された夏イベントが1日限りで同年復活。7月28日にさいたまスーパーアリーナで「THE ALFEE One Night Summer Dream 2012 We Get Requests!」が行われた。当ライヴのセットリストは、4月27日正午〜6月24日24時まで行われたファン投票が反映。これは一口坂スタジオにてレコーディングを進めている中で決定されTHE ALFEE史上、初の試みとなった。当日、ファン投票数の上位10曲から9曲が演奏された。

## 収録曲と曲解説
全曲　作詞・作曲：高見沢俊彦（特記以外）

### 初回生産限定盤A　Dedicated to Hitokuchizaka Studio SPECIAL
CD Another Set List 1
1. 君に逢ったのはいつだろう [7:05]
  - 編曲：THE ALFEE with 鎌田雅人

『JOURNEY』収録曲。
ミュージカルの一場面を想定してアレンジされた。今までのさまざまなアレンジの中で今回のアレンジがその集大成になったと述べた[参照 4]。
2. いつも君がいた [6:47]
  - 編曲：THE ALFEE

『JOURNEY』収録曲。
今回のアレンジを聴くと明治学院大学キャンパスや当時の桜井・坂崎が甦ってくると述べた[参照 4]。
3. シュプレヒコールに耳を塞いで [5:11]
  - 編曲：THE ALFEE

『JOURNEY』収録曲。
後半のアコースティック・ギターの掛け合いは右が高見沢で左が坂崎[参照 4]。
4. Over Drive〜夢よ急げ [4:44]
  - 編曲：THE ALFEE with 井上鑑

『ALFEE』収録曲のメドレー。
「Over Drive」はライヴ・アルバム『ONE NIGHT DREAMS』1曲目収録と同じ編集。
5. あなたの歌がきこえる [6:24]
  - 編曲：THE ALFEE with 鎌田雅人

『FOR YOUR LOVE』収録曲。
原曲と全く異なるアレンジで、本来作る時にイメージされた映画音楽風にアレンジされた[参照 4]。間奏で坂崎のアコースティック・ギターと高見沢のエレクトリック・ギターの掛け合いがある。
6. 夕なぎ [4:28]
  - 編曲：THE ALFEE

『doubt,』収録曲。
ライブハウス時代のアレンジ。原曲レコーディング時は井上鑑のアレンジがお洒落でかっこよすぎ、ライブで再現できずじまいになったと述べた[参照 4]。
7. 祈り [5:34]
  - 編曲：THE ALFEE with 井上鑑

「暁のパラダイス・ロード」カップリング曲。
ライヴを重ねる毎に進化した楽曲でイントロとアウトロではテンポが大分異なるが、レコーディング時にこれをやるのは至難の業だと述べた。歌詞は一見ダークであるが、根底には未来に向けての平和の願いが込められているとも述べた[参照 4]。
8. 恋人になりたい [2:56]
  - 編曲：THE ALFEE

ライヴアレンジに、ビートルズへのオマージュとして短い前奏が付け加えられた。
9. 孤独の美学 [5:26]
  - 編曲：THE ALFEE with 本田優一郎

『THE RENAISSANCE』収録曲。
本来は桜井ヴォーカルを想定して作られたがキーが高く、ディレクターの要請で高見沢が歌うことになったと述べた。いつか「マサルの美学」として桜井ヴォージョンを聴いてみたいとも述べた。今回のアレンジではやりがい1000%でレコーディングができ、何度聞いても飽きないと述べた[参照 4]。
10. ジェネレーション・ダイナマイト [4:21]
  - 編曲：THE ALFEE

『ALFEE'S LAW』収録曲。
制作当時それまでの美しいハーモニーとアコースティック・イメージを完全に払拭してしまう危惧が周囲にあったが、高見沢自身は音楽性を広げるために作った曲であるのでイメージを捨て去る気はなかったと述べた[参照 4]。
11. DNA Odyssey [8:33]
  - 編曲：THE ALFEE with 武部聡志

『DNA Communication』収録曲。
組曲なので長いが、生命へのラヴソングだと思って聴いて欲しいと述べた。またライヴアレンジのまま収録したので勢いがあり、オリジナルのアレンジを越えたと自負している[参照 4]。
12. 星空のディスタンス [4:38]
  - 作詞：高見沢俊彦・高橋研、編曲：THE ALFEE

これまで数回再録されてきたが、ライヴ・アレンジでの再録は初めて。当時は歌謡ハード・ロックと揶揄されたが、ターニング・ポイントの楽曲になったと述べた[参照 4]。

Photo Session DVD
- 一口坂スタジオでの最後のレコーディング模様を高見沢とスタッフが撮影したオフショット映像

### 初回生産限定盤B
CD Another Set List 2
1. DNA Odyssey
2. ジェネレーション・ダイナマイト
3. 星空のディスタンス
4. 孤独の美学
5. 夕なぎ
6. あなたの歌がきこえる
7. いつも君がいた
8. Over Drive〜夢よ急げ
9. シュプレヒコールに耳を塞いで
10. 恋人になりたい
11. 祈り
12. 君に逢ったのはいつだろう

### 通常盤
CD Standard Set List
1. 孤独の美学
2. 星空のディスタンス
3. 恋人になりたい
4. ジェネレーション・ダイナマイト
5. シュプレヒコールに耳を塞いで
6. いつも君がいた
7. DNA Odyssey
8. あなたの歌がきこえる
9. 夕なぎ
10. 君に逢ったのはいつだろう
11. Over Drive〜夢よ急げ
12. 祈り

## クレジット
- Sound Produced by TOSHIHIKO TAKAMIZAWA
- Mixed & Mastered by Yasuo Matsumoto
- Recorded by Minoru Yasuda
- Directors： Masanao Ozawa, Kazuei Fujino
- Assistant Engineers： Atsushi Yamamoto, Masanori Hata

- Art Direction： Shojiro Shimaoka
- Figure： Takahashi Wataru
- Design： Masayo Goto
- Figure Photo： Hidetake Shinohara
- Studio Photo： TOSHIHIKO TAKAMIZAWA & RECORDING STAFF
- Design Coordinator： Shuma Saito, Megumi Kariya

### ミュージシャン
- 高見沢俊彦：ヴォーカル、エレクトリック・ギター、アコースティック・ギター
- 坂崎幸之助：ヴォーカル、アコースティック・ギター
- 桜井賢：ヴォーカル、エレクトリック・ベース
- 本田優一郎：プログラミング
- 鎌田雅人：プログラミング
- ただすけ：キーボード
- 吉田太郎：ドラムス

### 使用楽器
トラック数は初回限定盤Aに準ずる
エレクトリック・ギター
- Gibson '59 Les Paul Standard #11
- Fender Jeff Beck Stratocaster #11
- O.Z.Y (ESP) Flying A-IV #1,4,7,10
- Gibson Gary Moore Les Paul Aged #12
- ESP Takamiy's Guitar #5,6,12
- ESP Metal Red Cross-T #5,9
- Fender Stratocaster (Takamizawa Custom) #2
- Gibson '58 Les Paul Standard #2,7
- Epiphone '66 Casino #2
- Gibson Don Felder Les Paul Aged #9
- ESP KH-2 Vintage #8
- Fender '57 Stratocaster #8

アコースティック・ギター
- C.F. Martin '68 D-45 #1,3(Sakazaki),4,5,6,7,8,9,10,11,12
- Terry's Terry Custom 12st #2
- Line6 Variax #3(Takamizawa)

ベース
- Fender '65 Jazz Bass #1,2,4,5,6,7,8,9,10,11,12

## We Get a Treasure!
3タイプ共に封入される宝くじ券の景品。当選番号は1〜3等は7月28日にオフィシャルHPとライヴ会場で、4等以下は同月24日にオフィシャルHP上で発表される。1等2等の商品は後日に郵送で引き換え。3等以下の商品はライヴ会場で引き換えるか、または後日に郵送による引き換え。
- 1等 Alfee Get Requests賞（1名）
名前とサイン入りのメンバーフィギュア(ジャケットに使用されているもの)レプリカ3体セット。
- 2等 THE ALFEE賞（5名）
名前とサイン入りの「We Get Requests!」で撮影されるLiveベストショット
- 3等 リクエスト賞（5名）
サイン入りのジュークボックス型CD・ラジオプレイヤー
- 4等 メモリアル賞（30名）
サイン、日付入りの「We Get Requests!」非売品ポスター
- 5等 アニバーサリー賞（300名）
サイン入りの「We Get Requests!」非売品ポスター
- 6等 もりあげま賞（3000名）
「ALFEE GET REQUESTS/We Get Requests!」非売品スペシャルうちわ

## 品番
- 初回生産限定盤A：TOCT-29057
- 初回生産限定盤B：TOCT-29058
- 通常盤：TOCT-29059